# Elham
Elham (engelskt uttal: [ˈiːləm]) är en ort och civil parish i grevskapet Kent i sydöstra England. Orten ligger i distriktet Folkestone and Hythe, cirka 10 kilometer nordväst om Folkestone och cirka 14 kilometer söder om Canterbury. Tätorten (built-up area) hade 855 invånare vid folkräkningen år 2021.
I civil parishen ligger även orten Rhodes Minnis.